# Lake Harris (Neuseeland)
Der Lake Harris ist ein Gebirgssee im Queenstown-Lakes District der Region Otago auf der Südinsel von Neuseeland.

## Geographie
Der See befindet sich in den Bergen der Humboldt Mountains, auf einer Höhe von 1225 m südöstlich der Serpentine Range. Nordöstlich des Sees erhebt sich der Mount Xenicus mit einer Höhe von 1912 m und südsüdöstlich des Sees liegt der 1848 m hohe Ocean Peak. Der See, der sich über eine Fläche von 23,4 Hektar ausdehnt, erstreckt sich über eine Länge von 920 m in Nordnordwest-Südsüdost-Richtung. Die breiteste Stelle findet man im oberen Drittel des Sees mit rund 570 m. Gespeist wird der Lake Harris hauptsächlich vom nördlich vom Lake Wilson zulaufenden Route Burn Left Branch, der den See auch an seiner südlichen Spitze nach Osten hin entwässert.

## Wanderweg
Der Lake Harris kann von dem von Osten und von Süden herführenden Routeburn Track erwandert werden.